# محمد علي حسن (سياسي)
محمد علي حسن (بالصومالية: Maxamad Cali Xasan)‏ هو سياسي صومالي، ولد في 24 يوليو 1974 في طوس مريب في الصومال.